# Gilgandra Shire Council
Gilgandra Shire Council is een Local Government Area (LGA) in de Australische deelstaat New South Wales.